# Le Pâté
Le Pate (o Le Pâté) es una roca plana, rodeada de acantilados en el archipiélago de Les Saintes dependiente de la comuna de Terre-de-Bas en el departamento de ultramar francés de Guadalupe. Se encuentra a 900 metros de Pointe-à-Vache, en el extremo norte de la isla de Terre-de-Bas. 
El ascenso a la roca es muy difícil, las olas y las corrientes de vientos son muy violentos y muy cambiantes. Cerca se encuentra un sitio de buceo el lugar está lleno de una gran cantidad de peces diferentes, tortugas de mar, abanicos de mar, corales, langostas y mariscos.